# (237) Coelestina
(237) Coelestina es un asteroide perteneciente al cinturón de asteroides descubierto el 27 de junio de 1884 por Johann Palisa desde el observatorio de Viena, Austria.
Está nombrado en honor de Coelestina Mautner Markhof, esposa del astrónomo austriaco Theodor von Oppolzer.